# 滑圆蜑螺
滑圆蜑螺（学名：Nerita ocellata），是原始腹足目蜑螺科蜑螺属的一种。主要分布于台湾，常栖息在岩礁、石滩地高潮线处上。